# Dover, Illinois
Dover är en ort i Bureau County i delstaten Illinois, USA.